# Maurizio Galbaio
Maurizio Galbaio (latin: Mauricius Galba) (død 787) var den 7. doge i Venedig fra 764 til sin død. Han var den første store doge, som regerede i 22 år og bragte Venedig på vej mod uafhængighed og succes.
Maurizio blev udnævnt til doge i en periode hvor der hvert år blev valgt to tribuner og at afbalancere dogens magt. Hans forgænger havde tilhørt den pro-langobardiske fraktion, mens Maurizio var en velhavende mand fra det pro-Byzantinske Heraclea. Han var modstander af såvel den stærke republikanske fraktion, som gik ind for en de facto uafhængighed som af de pro-frankiske og pro-langobardiske fraktioner. Han modtog titlerne magister militum og hypatos af den byzantinske kejser Leo 4..
I lyset af alliancen mellem paven og den frankiske konge Karl den Store og stærk kirkelig støtte for frankisk overherredømme i Venedig hærgede den langobardiske konge Desiderius kirkens stater og Istrien, og tog endda dogens søn Giovanni til fange. Gennem paven sendte Maurizio ambassadører til Karl den Store og hans søn blev frigivet. Maurizio gjorde herefter det første af mange forsøg på at gøre posten som doge arvelig da han i 778 fik sin søn udpeget til andendoge. Maurizio opnåede billigelse heraf fra kejseren i øst.
I Maurizios sidste elleve år udvidede venetianerne til stadighed Rialto øerne. På den lille ø Olivolo (nu Castello), genindviede han kirken Sankt Sergius og Bacchus som San Pietro di Castello. Den blev ophøjet til bispesæde og var Venedigs domkirke under hele den republikanske æra. Lavpunktet i Maurizios regeringstid indtraf da venetianske købmænd blev udvist fra Pentapolis for at have handlet med slaver og eunukker.
Maurizio blev rent faktisk efterfulgt af sin søn da han døde. Hans navn, Galbaio, stammede fra at han angiveligt nedstammede fra den romerske kejser Galba.